# Ярцев, Алексей Алексеевич
Алексей Алексеевич Ярцев (1858—1907) — русский историк театра, журналист.

## Биография
Родился в 1858 году в Зарайске Рязанской губернии. После окончания гимназии учился на естественном отделении физико-математического факультета Санкт-Петербургского университета.
Несколько лет служил актёром в провинциальных труппах; в 1887—1890 годах был в труппе Кропивницкого. Его сценическая карьера сложилась неудачно и с середины 1880-х годов он начал пробовать себя в литературной деятельности — в газете «Русский курьер». Сотрудничал во многих периодических изданиях, главным образом в Москве: в «Артисте», «Дневнике артиста», «Русском архиве», «Московских ведомостях», «Новостях дня», «Курьере», «Театральной библиотеке», «Театральном мирке», в газете «Театр и жизнь». Публиковал архивные материалы (письма, документы); печатался в «Историческом вестнике», «Варшавском дневнике» и «Ежегоднике Императорских театров».
Ряд его трудов вышли отдельными изданиями:
- М. С. Щепкин в русской литературе : (Щепкиниана) : [Библиогр. указ.] / Сост. А. Ярцев. — Москва : Унив. тип., 1888. — 32 с.
- Ф. Г. Волков, его жизнь в связи с историей русской театральной старины: Биогр. очерки А. А. Ярцева : С портр. Волкова, Дмитревского, Плавильщикова, Яковлева и Семеновой. — Санкт-Петербург : тип. Ю. Н. Эрлих, 1892 (обл. 1891). — 94 с., 2 л. фронт. (портр.) — (Жизнь замечательных людей. Биографическая библиотека Ф. Павленкова).
  - Изд. 2-е, [репр.]. — Москва : URSS : ЛЕНАНД, cop. 2015. — 94 с. : портр. — (Школа сценического мастерства). — ISBN 978-5-9710-2126-1.
- М. С. Щепкин, его жизнь и сценическая деятельность: Биогр. очерки А. А. Ярцева. — Санкт-Петербург : Тип. т-ва «Обществ. польза», 1893. — 96 с., 1 л. фронт. (портр.) — (Жизнь замечательных людей. Биографическая библиотека Ф. Павленкова).
- Первый памятник русскому актеру; Новые материалы для биографии М. С. Щепкина : Открытие памятника М. С. Щепкину в г. Судже 9 мая 1895 г. — Санкт-Петербург : тип. спб. театров, 1895. — [2], 55 с. : ил.
- Записки М. С. Щепкина : (Новая глава) : [Исслед. и неопубл. отр. из зап. Щепкина] / [Соч.] А. Ярцева. — Москва : Унив. тип., 1896 (обл. 1897). — 36 с.
- Князь Александр Александрович Шаховской (Опыт биографии). — Санкт-Петербург : тип. спб. театров, 1896. — [2], 90 с., 1 л. портр.
- На родине русского театра : (Волков в Ярославле). — Санкт-Петербург : тип. спб. театров, 1897. — [2], 64 с. : ил.
- Шевченко и Щепкин. — Киев, 1898. — 16 с.
- Основание и основатель русского театра (Ф. Г. Волков) : С портр. Волкова, планами «Волковского Ярославля» и дома Волкова, видами: Николо-Надеинской церкви, иконостаса, царских врат (работы Волкова), Полушкиной рощи и Ярославского театра / А. А. Ярцев. — Москва : изд. авт., 1900. — [6], 128 с., 1 л. фронт. (портр.) : ил.

С 1896 года A. А. Ярцев в течение двух лет заведовал справочно-статистическим бюро Императорского театрального общества. С 15 апреля 1898 года был сотрудником Общества любителей российской словесности. Также он был членом Русского библиографического общества. С 1 октября 1905 года руководил собственным «Газетным и книжным агентством». Имел библиотеку — около двух тысяч книг по истории музыки и театру, краеведению; собрание гравюр и рисунков. 
Умер в Москве 13 (26) октября 1907 года.